# ポール・トリンボリ
パオロ・ヴィンチェンツォ・トリンボリ（イタリア語: Paolo Vincenzo Trimboli、1969年2月25日 - ）は、オーストラリアとイタリアの元サッカー選手。元オーストラリア代表。ポジションはFW。

## クラブ歴
1987年にサンシャイン・ジョージ・クロスFCで選手となった。
翌年にサウス・メルボルンFCに移籍。当初はストライカーの後ろのポジションであったが、ストライカーとしての才能を見せてポジションを移した。1980年代には既にオーストラリアン・ナショナルサッカーリーグの最優秀U-21選手やサウス・メルボルンの最優秀選手に選出された他、チームもドッカーティー・カップでタイトルを獲得した。
1992-93シーズンにはジョニー・ウォーレン・メダルも獲得した。1997-98シーズンにはアンジェ・ポステコグルー監督の下、主将としてリーグの完全制覇に貢献した。このシーズンもジョニー・ウォーレン・メダルを獲得した。
オセアニアクラブ選手権1999を制してFIFAクラブ世界選手権2000にも出場した。
その後2004年に選手引退。既に2002年にはサウス・メルボルンの歴代ベストイレブンに選出されたが、同クラブで430試合115得点は最多出場であり最多得点の記録である。

## 代表歴
オーストラリア代表として国際Aマッチ39試合、その他9試合の出場がある。代表初出場は1988年12月3日に行われた1990 FIFAワールドカップ・予選のフィジー代表戦で、代表初得点もこの試合で記録した。その後OFCネイションズカップ1996、FIFAコンフェデレーションズカップ1997、OFCネイションズカップ1998、OFCネイションズカップ2002に出場し、2002年大会のタヒチ代表戦で代表を引退した。

## 引退後
2011年6月21日にブリズベン・ロアーFCのフットボールマネージャーに就任。
翌年6月25日にはメルボルン・ビクトリーFCのフットボールマネージャーに就任し、アンジェ・ポステコグルーと再び仕事する事となった。